# Дудин, Григорий Семёнович
Григо́рий Семёнович Ду́дин (22 февраля 1914, Дудино, Оренбургская губерния — 24 февраля 1976, Заманилки, Курганская область) — председатель колхоза «Большевик» Усть-Уйского района Курганской области, Герой Социалистического Труда. Участник Великой Отечественной войны, лейтенант.

## Биография
Григорий Дудин родился 22 февраля 1914 года в крестьянской семье в деревне Дудино Заманиловской волости Челябинского уезда Оренбургской губернии, ныне деревня входит в Целинный муниципальный округ Курганской области. Русский.
В 7 лет остался без отца, два года ходил в подпасках у сельского пастуха. В 1925 году окончил начальную школу, затем в течение пяти лет батрачил на кулаков.
Весной 1929 года вступил в сельскохозяйственную коммуну «Большевик», образованную в селе Половинном Половинского сельсовета Долговского района Челябинского округа Уральской области. Работал рядовым колхозником, пастухом. Окончив курсы трактористов, стал работать на тракторе «Фордзон-Путиловец». Не было случая, чтобы он дневное задание не перевыполнил. Любознательного парня учетчик бригады научил замерять площадь вспаханных полей, вести табель учета, подсчитывать расход горючего. Через года, после окончания очередных курсов, ему доверили руководить коллективом тракторного отряда колхоза «Большевик».
Весной 1936 года был призван на службу в Рабоче-крестьянскую Красную Армию. Окончил полковую школу, стал младшим командиром. После демобилизации в 1939 году вернулся на родину. Был избран заместителем председателя колхоза «Большевик».
В июле 1941 года был вновь призван в армию. Окончил курсы младших лейтенантов Уральского военного округа. В действующую армию он попал не сразу, был оставлен в учебных частях Уральского военного округа.
В 1942 году вступил в ВКП(б), в 1952 году партия переименована в КПСС.
В начале 1943 года в составе 21-й стрелковой бригады убыл на фронт. Был командиром минометной роты 521-го стрелкового полка 133-й стрелковой Смоленской Краснознамённой дивизии, лейтенант. Прошел с боями от Днепра до Тиссы. За один год командир заслужил пять боевых орденов. После тяжелого ранения в область плеча в ноябре 1944 года почти три года лежал в госпитале.
В 1947 году вернулся в село Половинное. В райкоме партии инвалиду войны Дудину дали поручение возглавить Половинский сельский Совет. В 1950 году началось укрупнение мелких сельхозартелей. По просьбе жителей села Половинное и деревень Дудино, Лобовка, Курейное, Чертово райком партии рекомендовал председателем укрупнённого колхоза «Большевик» Григория Семёновича Дудина.
После объединения шести колхозов в общей их кассе насчитывалось 280 тысяч рублей годового дохода, а в общественном стаде 135 коров, размещенных в пяти деревнях. Новый председатель начал с укрепления дисциплины. Он сразу внёс предложение — оценивать работу не с выходов на неё, а с произведенной продукции. Уже через год работы председателя доходы в колхозе удвоились, были построены первые 6 домов для колхозников, начато строительство скотного двора на 130 коров, свинарника, кошары для овец, двух конюшен. Впервые на молочной ферме установили автопоилки для коров и подвесную дорожку для раздачи корма. О делах колхоза «Большевик» стали писать в газете.
Новые резервы и возможности для роста производства продукции сельского хозяйства сумел привести в действие Дудин с началом освоения целинных земель. За 3 года в колхозе было поднято более 3700 гектаров целины. Это шестая часть всей поднятой целины в Курганской области. Колхоз увеличил валовое производство зерна с 53000 центнеров в 1953 году до 132000 центнеров в 1956 году. Его денежные доходы за 1956 год составили более 4 миллионов рублей. За 3 года было построено десять крупных животноводческих ферм, гараж, кузница, мельница, контора колхоза и 29 домов для новоселов. Все годовые планы производства и продажи государству продуктов полеводства и животноводства хозяйством были досрочно выполнены.
Указом Президиума Верховного Совета СССР от 11 января 1957 года за особые заслуги в освоении целинных и залежных земель, проведении уборки урожая и хлебозаготовок в 1956 году Дудину Григорию Семёновичу присвоено звание Героя Социалистического Труда с вручением ордена Ленина и Золотой медали «Серп и молот».
До 1958 года руководил колхозом «Большевик», затем перешел в отстающий колхоз «Урал» в селе Заманилки Заманилкинского сельсовета Усть-Уйского района Курганской области. Успешно руководил этим хозяйством до выхода на пенсию в 1970 году.
Активно участвовал в общественной жизни района и области — был депутатом районного и областного Советов депутатов трудящихся, членом райкома КПСС.
Жил в селе Заманилки Заманилкинского сельсовета Целинного района Курганской области.
Григорий Семёнович Дудин умер 24 февраля 1976 года. Похоронен на кладбище села Заманилки Заманилкинского сельсовета Целинного района Курганской области, ныне село входит в Целинный муниципальный округ той же области.

## Награды
- Герой Социалистического Труда, 11 января 1957 года[2]
  - Орден Ленина № 297292
  - Медаль «Серп и Молот» № 7099
- Орден Красного Знамени, 26 ноября 1944 года[3]
- Орден Александра Невского, 20 декабря 1944 года[4]
- Орден Отечественной войны I степени, 29 апреля 1944 года[5]
- Орден Отечественной войны II степени, 17 октября 1944 года[6]
- Орден Красной Звезды, 7 марта 1944 года[7]
- медали.

## Память
- Улица Дудина в селе Заманилки Курганской области.